# Artabanus II của Parthia
Artabanus II của Parthia cai trị Đế quốc Parthia từ khoảng năm 10-38 SCN. Ông là con trai của một công chúa của nhà Arsacid, người đã sống ở miền Đông trong số những người du mục Dahan. Ông đã được đưa lên ngôi bởi những nhà quý tộc Parthia, những người không thừa nhận Vonones I, người mà Hoàng đế La Mã Augustus đã gửi tới từ Roma (nơi ông sống làm con tin) về làm người kế nhiệm vua cha Phraates IV của ông.
Cuộc chiến giữa hai người kế vị đã kéo dài lâu và không chắc chắn; trên đồng xu của Vonones I đề cập đến một chiến thắng trước Artabanus. Cuối cùng Artabanus đã hoàn toàn đánh bại đối thủ của ông và chiếm đóng thủ đô Ctesiphon của Parthia. Vonones trốn sang Armenia, nơi ông đã được công nhận là vua, dưới sự bảo vệ của người La Mã. Nhưng khi Artabanus xâm lược Armenia, Vonones chạy sang Syria, và hoàng đế Tiberius nghĩ rằng nên thận trọng khi mà sự hỗ trợ ông ta không còn. Cháu trai của Tiberius và người thừa kế Germanicus, người mà ông phái tới phía Đông, đã ký kết một hiệp ước với Artabanus, trong đó ông ta đã được công nhận là vua và người bạn của những người La Mã. Armenia đã được giao cho Zeno vào năm 18, vốn là con trai của vua Pontus.
Artabanus, giống như tất cả các ông hoàng Parthia, đã gặp nhiều khó khăn do sự chống đối của những nhà quý tộc. Ông được cho là đã rất tàn ác mà vốn là hệ quả của sự giáo dục của ông khi ở với những người man rợ Dahae. Để tăng cường sức mạnh của mình, ông đã giết chết tất cả các hoàng tử Arsaces khác, những người mà ông có thể tiếp cận.
Năm 35 tuổi, ông đã cố gắng một lần nữa chinh phục Armenia, và thiết lập Arsaces con trai ông là vua ở đó. Một cuộc chiến với La Mã dường như không thể tránh khỏi. Tiberius đã gửi cháu trai của Phraates, Tiridates III, và ra lệnh cho Lucius Vitellius (cha đẻ của hoàng đế Vitellius) phải khôi phục lại quyền lực của La Mã ở phương Đông. Bằng các hoạt động quân sự và ngoại giao rất khéo léo, Vitellius thành công hoàn toàn. Artabanus bị những người ủng hộ của mình từ bỏ và ông chạy trốn về phía Đông. Tiridates, người đã được tuyên bố là vua không còn có thể duy trì chính mình, bởi vì ông xuất hiện là một chư hầu của người La Mã; Artabanus trở về từ Hyrcania với một quân đội hùng mạnh do người Scythia (Dahan) trợ giúp, và một lần nữa được công nhận là vua bởi người Parthia. Tiridates bỏ Seleucia và chạy trốn sang Syria. Nhưng Artabanus không đủ mạnh cho một cuộc chiến với La Mã, vì vậy ông ký kết một hiệp ước với Vitellius năm 37, trong đó ông đã từ bỏ tất cả các tham vọng hơn nữa. Một thời gian ngắn sau, Artabanus bị lật đổ một lần nữa, và một người tên Cinnamus được công bố là vua. Artabanus đã tị nạn tại chỗ chư hầu của mình, nhà vua Izates của Adiabene và Izates bằng thương lượng và lời hứa về sự tha thứ hoàn toàn cho người Parthia đã khôi phục lại Artabanus một lần nữa lên ngai vàng. Ngay sau đó Artabanus qua đời, và đã được kế vị bởi con trai ông, Vardanes, với triều đại vẫn còn hỗn loạn hơn so với cha mình.